# Alphataurus (album)
Alphataurus è il primo album in studio del gruppo musicale italiano Alphataurus, pubblicato nel 1973 dalla Magma.

## Il disco
Unica pubblicazione a figurare la formazione originale, l'album è costituito da cinque brani, di cui tre sono caratterizzata da una durata insolitamente lunga (come nella maggioranza degli album progressive).
È invece stato ripubblicato, con la copertina apribile in tre parti come l'originale, in un'edizione limitata di 1000 copie in Corea, e con una copertina differente, non apribile, in Giappone.
È stato ristampato in Italia nel 2009 dalla AMS/BTF con copertina originale apribile in tre parti.
Si tratta di uno dei Long Playing selezionati per la guida "I 100 migliori dischi del Progressive italiano", pubblicata nel 2014, del critico Mox Cristadoro.

## Tracce
Testi di Funky, musiche di Pietro Pellegrini
Lato A
1. Peccato d'orgoglio – 12:22
2. Dopo l'uragano – 5:05
3. Croma – 3:16

Durata totale: 20:43
Lato B
1. La mente vola – 9:20
2. Ombra muta – 9:43

Durata totale: 19:03

## Formazione
- Pietro Pellegrini - pianoforte, organo Hammond, sintetizzatore, moog, vibrafono, spinetta
- Michele Bavaro - voce
- Guido Wasserman - chitarra
- Alfonso Oliva - basso
- Giorgio Santandrea - batteria, timpani, tumbe